# Park Drive 600 1971
Il Park Drive 600 1971 è stato il settimo evento professionistico della stagione 1970-1971 di snooker, e il settimo Non-Ranking, e la 1ª edizione di questo torneo, che si è disputato il 28 e il 29 aprile 1971, presso il Saint Philips Social Club di Sheffield, in Inghilterra.
Il torneo è stato vinto da Ray Reardon, il quale ha battuto in finale John Spencer per 4-0. Il gallese si è aggiudicato così il suo primo Park Drive 600 e il suo terzo titolo Non-Ranking in carriera.
Durante il corso del torneo è stato realizzato un century break, un 127 di Ray Reardon.

## Tabellone

### Turno 1
| Giocatore 1  | Risultato | Giocatore 2 |
| ------------ | --------- | ----------- |
| Rex Williams | 2 - 1     | Fred Davis  |
| John Pulman  | 2 - 1     | Jackie Rea  |

|  | Semifinali 3 frames | Semifinali 3 frames | Semifinali 3 frames |             |              | Finale Al meglio dei 7 frames | Finale Al meglio dei 7 frames | Finale Al meglio dei 7 frames |  |
|  |                     |                     |                     |             |              |                               |                               |                               |  |
|  | John Spencer        | John Spencer        | 3                   |             |              |                               |                               |                               |  |
|  | John Spencer        | John Spencer        | 3                   |             |              |                               |                               |                               |  |
|  | John Pulman         | John Pulman         | 0                   |             |              |                               |                               |                               |  |
|  | John Pulman         | John Pulman         | 0                   |             | John Spencer | John Spencer                  | 0                             |                               |  |
|  |                     |                     |                     |             | John Spencer | John Spencer                  | 0                             |                               |  |
|  |                     |                     | Ray Reardon         | Ray Reardon | 4            |                               |                               |                               |  |
|  | Ray Reardon         | Ray Reardon         | Ray Reardon         | Ray Reardon | 4            | 2                             |                               |                               |  |
|  | Ray Reardon         | Ray Reardon         |                     |             |              |                               |                               |                               |  |
|  | Rex Williams        | Rex Williams        | 1                   |             |              |                               |                               |                               |  |